# Пасо Пордои
Пасо Пордои (итал. Passo Pordoi) је насеље у Италији у округу Белуно, региону Венето.
Према процени из 2011. у насељу је живело 5 становника. Насеље се налази на надморској висини од 2237 м.